# Aituaria iranica
Espèce
Aituaria iranica est une espèce d'araignées aranéomorphes de la famille des Nesticidae.

## Distribution
Cette espèce est endémique de la province du Mazandéran en Iran,. Elle se rencontre vers Tooban.

## Étymologie
Son nom d'espèce lui a été donné en référence au lieu de sa découverte, l'Iran.

## Publication originale
- Zamani & Marusik, 2021 : « New taxa of six families of spiders (Arachnida: Araneae) from Iran. » Zoology in the Middle East, vol. 67, no 1, p. 81-91.